# Kanalinspektion
Unter Kanalinspektion im öffentlichen Bereich versteht man in der Regel eine TV-Befahrung des Rohrnetzes der Kanalisation. Dabei wird die Videoinspektion der Kanalisation in der Regel von Städten und Gemeinden in Auftrag gegeben, um infrastrukturellen Schäden wie Wasserrohrbrüchen und Überschwemmungen im innerstädtischen Bereich vorzubeugen. Auch in Privathaushalten werden Kanalinspektionen durchgeführt, jedoch kommen hier andere Untersuchungsverfahren zum Einsatz. Statt des Kanalinspektionsfahrwagens werden aufgrund der dünneren Rohrdurchmesser Schiebekamerasysteme genutzt, um das Rohrinnere mithilfe einer Satellitenkamera sichtbar zu machen.
Kanalinspektionen werden auch durchgeführt, um die genauen Zuständigkeiten bei auftretenden Wasserschäden zu klären. Laut aktueller Gesetzeslage ist der Inhaber einer betroffenen Versorgungsleitung für die Beseitigung auftretender Schäden an dieser verantwortlich. Zwar befindet sich ein Großteil der Wasserleitungen im Besitz der Gemeinden, jedoch sind Hauseigentümer nach einer Entscheidung des Bundesgerichtshofes (BGH) vom 11. September 2014 selbst für einen beherrschbaren Risikobereich verantwortlich. In Einzelfällen wird daher mittels Dichtigkeitsprüfung per Videoinspektion festgestellt, in welchen Zuständigkeitsbereich ein auftretendes Problem fällt und welche Partei für dieses haftbar gemacht wird.

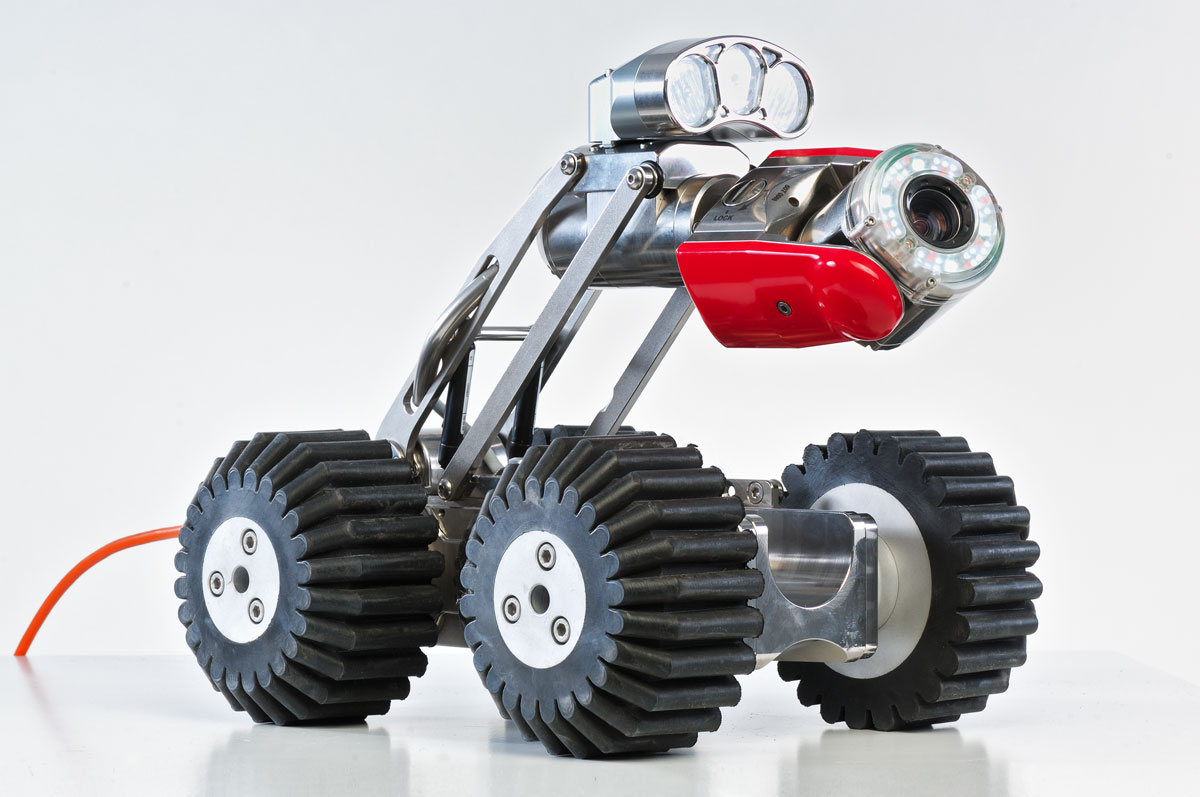
Kanalinspektionsfahrwagen

## Gerät
Das Befahrungsfahrzeug ist heute im Wesentlichen mit einer Kanalinspektionskamera (auch Schachtkamera genannt) und etwa 50–1000 m Kabel ausgerüstet. Die Daten werden zu einem Computer oder Videorecorder zur Aufnahme von Videodaten, Bildern und alphanumerischen Inspektiondaten (Isybau, DWA Daten).
Die Kamera ist entsprechend ausgelegt und auf einen Wagen montiert, der nach einer vorhergehenden Kanalreinigung (Kanalspülung) in einen Kanalschacht eingesetzt wird. Der Kamerakopf ist bei der Inspektionsfahrt nach vorn gerichtet. Sieht der Befahrer auf seinem Monitor Abzweige oder Schäden an Rohrwandung, Rohrsohle etc., so schwenkt er die Kamera darauf und erzeugt Einträge in der Erfassungssoftware.

## Vorgehen
Die überwiegende Anzahl öffentlicher Kanäle hat einen Innendurchmesser (mm) von DN 200 bis DN 1800. Der Kamerafahrwagen fährt dabei mit einer festgelegten Geschwindigkeit durch das Kanalrohr. Mit Hilfe einer speziellen Software werden die Bilder erzeugt und Berichte (Reports) erstellt, so dass man sich anhand der Aufzeichnungen später jederzeit die Schäden ansehen kann.

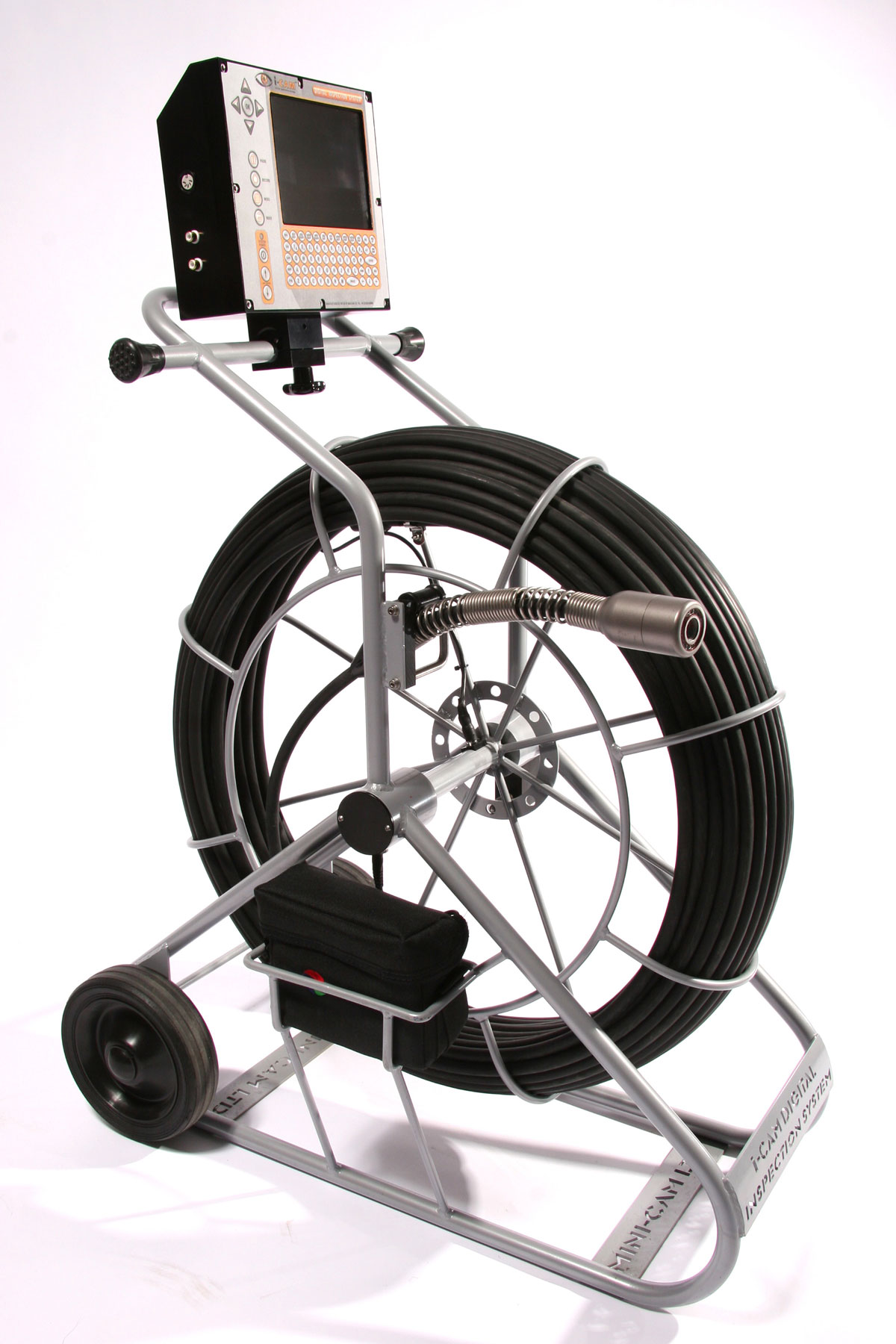
Schiebekamerasystem

Bei kleineren Nennweiten, es handelt sich hier um die Grundstücks-, Hausentwässerungs- oder Hauskanalisation (DN 150-DN 200), wird eine so genannte Satellitenkamera durch die Leitung geschoben. Dies kann manuell geschehen oder aber mit Hilfe einer besonderen Kamerakonstellation, die es ermöglicht, vom Hauptrohr aus mit Hilfe eines speziellen Schiebestabes, einer Extrawinde und eines Bediengerätes die Kamera in dem Hausanschluss zu positionieren. Diese Möglichkeit wird insbesondere dann genutzt, wenn sich auf den Grundstücken ein Verbindungsschacht befindet.
Die Inspektion vom Hauptkanal her dient in der Regel nur dazu, den ordnungsgemäßen Zustand der Anschlussleitung bis zur Grundstücksgrenze festzustellen. Ab Grundstücksgrenze ist laut Abwassersatzung in der Regel der Hauseigentümer verantwortlich.

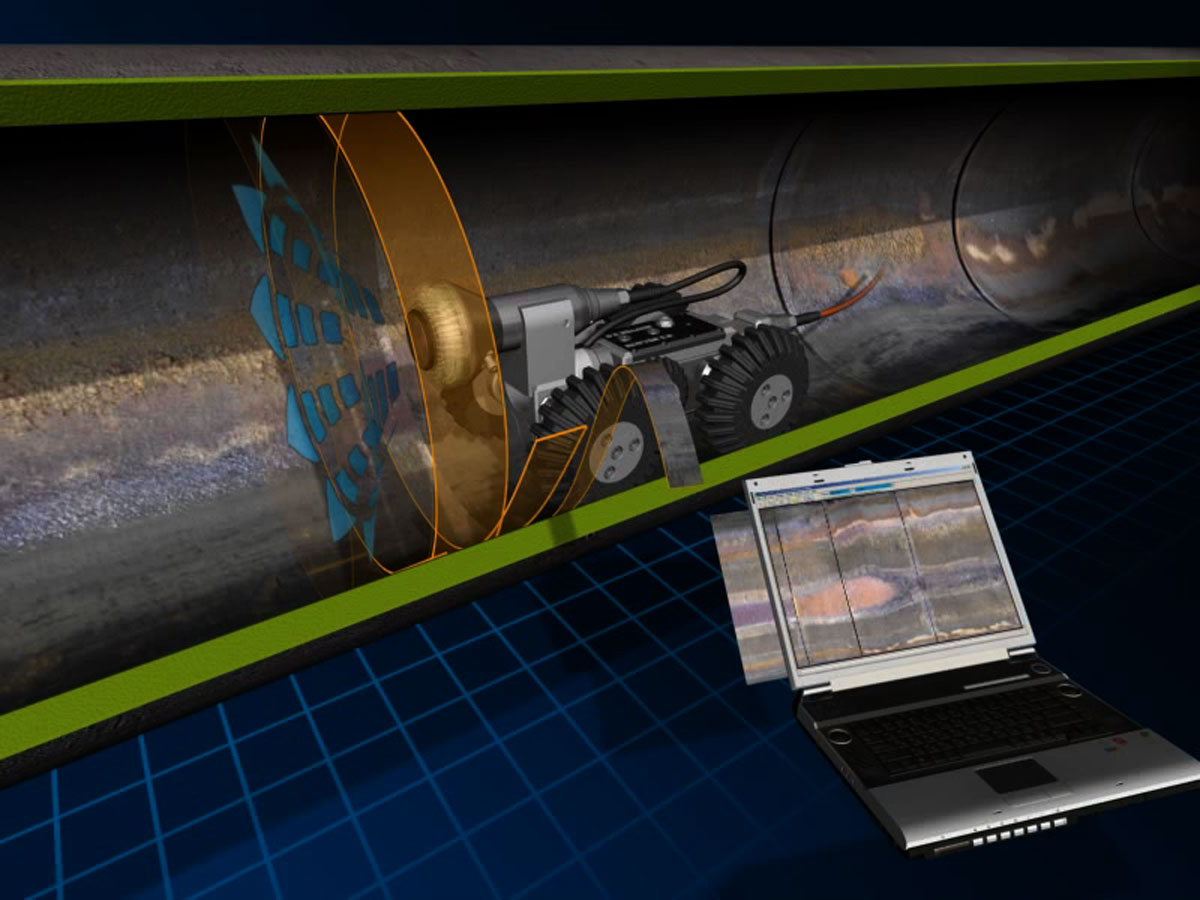
Rohrinspektion mit Weitwinkelkamera

Neuere Verfahren der Kanalinspektion scannen mittlerweile das zu inspizierende Kanalrohrsystem vollständig ab. Hierzu werden vollsphärisch, halbsphärisch oder zylindrisch aufnehmende Weitwinkelkameras eingesetzt. Bei der Zustandserfassung mit diesen Systemen tritt die Fehlerquelle „nichtverfilmte Schadensbilder“ systembedingt nicht auf, da generell die gesamte Haltung erfasst wird. Das Erkennen und Beschreiben der Schadensbilder (alphanumerische Zustandserfassung) erfolgt analog zur konventionellen TV-Befahrung noch manuell, aber nicht mehr vor Ort auf der Straße, sondern im Büro. Dadurch weist dieses Verfahren auch noch ein entsprechendes Fehlerpotential auf, wobei eine Überprüfung der Schadenprotokollierung jederzeit anhand der vorhandenen Bilddaten möglich ist und somit auf eine Neuverfilmung verzichtet werden kann. Um dieses Fehlerpotential zu minimieren, ist die Einbindung von Bilderkennungsalgorithmen bei diesen Systemen möglich und Schwerpunkt aktueller Forschungsprojekte.